# Dolichopoda vandeli
Dolichopoda vandeli is een rechtvleugelig insect uit de familie grottensprinkhanen (Rhaphidophoridae). De wetenschappelijke naam van deze soort is voor het eerst geldig gepubliceerd in 1970 door Boudou-Saltet.
1. ↑  (en) Dolichopoda vandeli op de IUCN Red List of Threatened Species.